# متحف سانت لويس للفنون

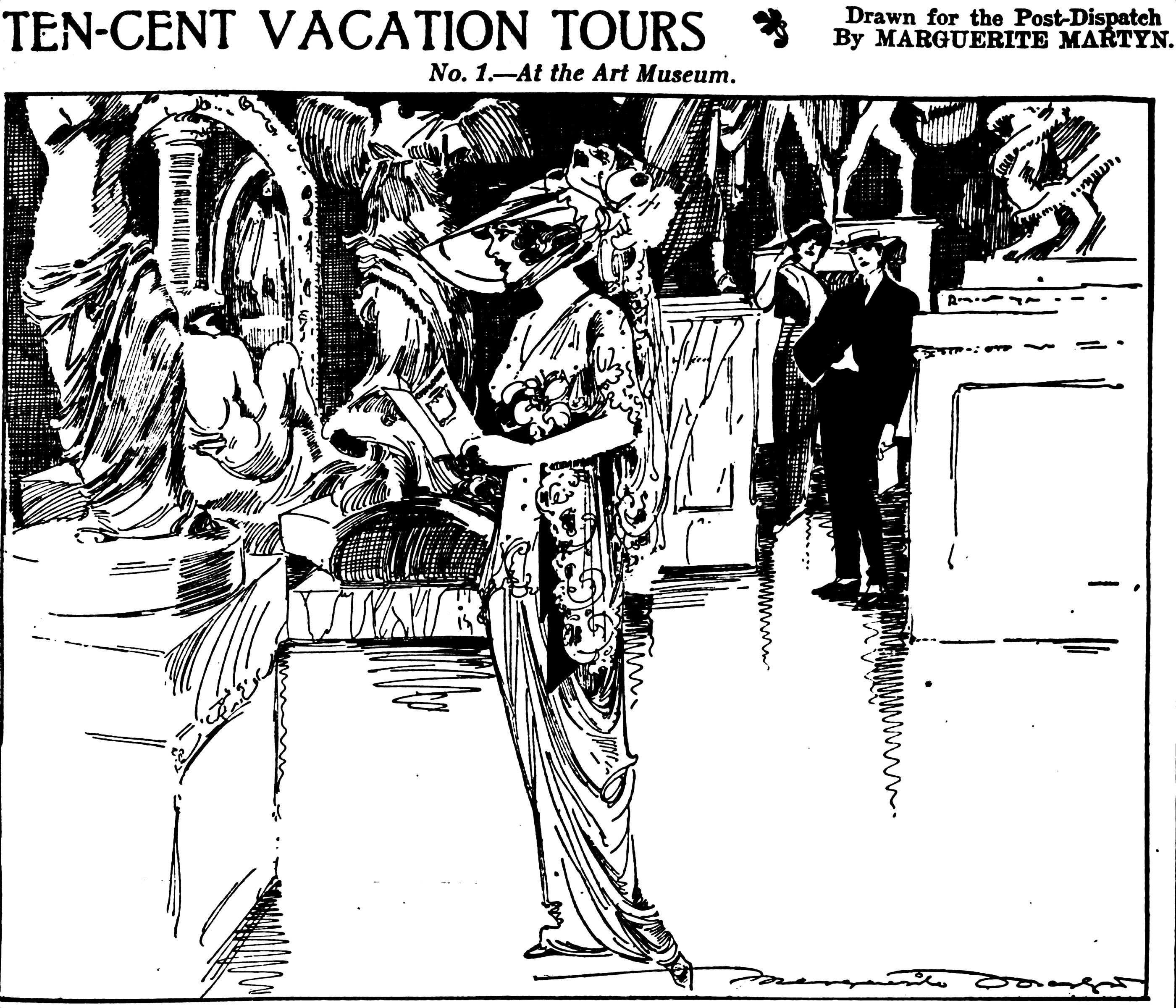
التصميم الداخلي للمتحف كما رسمته مارغريت مارتين عام 1913

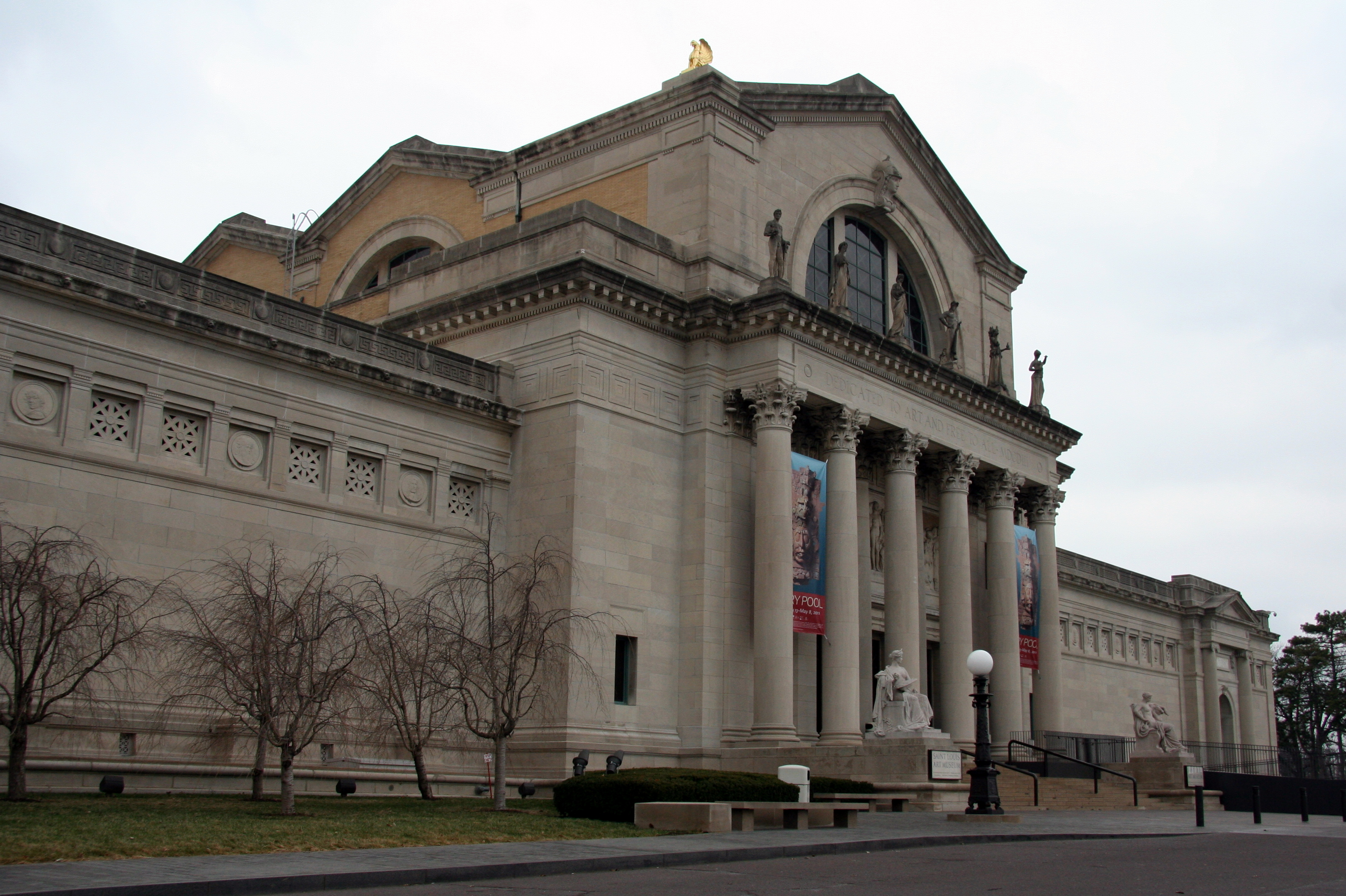
متحف سانت لويس للفنون، 2011

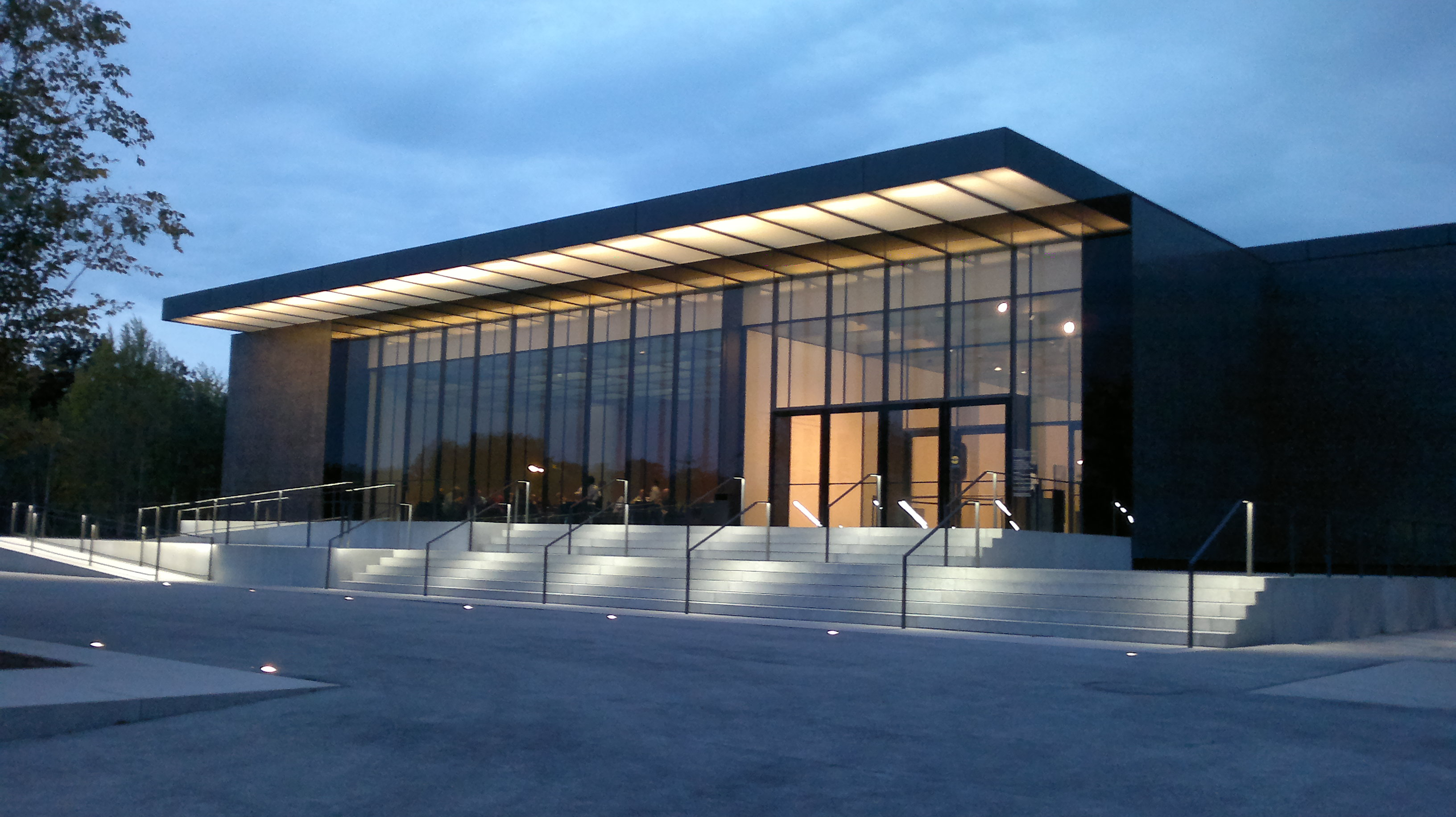
المبنى الشرقي، الجناح الجديد الذي صممه المهندس المعماري البريطاني السير ديفيد تشيبرفيلد

يعد متحف سانت لويس للفنون أحد المتاحف الفنية الرئيسية في الولايات المتحدة، حيث يضم لوحات ومنحوتات وأشياء ثقافية وروائع قديمة من جميع أنحاء العالم. يقع المبنى المكون من ثلاثة طوابق في فورست بارك في سانت لويس بولاية ميسوري، حيث يزوره ما يصل إلى نصف مليون شخص كل عام. القبول مجاني من خلال إعانة من منطقة الضرائب الثقافية لمدينة ومقاطعة سانت لويس.
بالإضافة إلى المعارض المميزة، يقدم المتحف معارض دورية ومنشآت. وتشمل هذه سلسلة كيرنتس (بالإنجليزية: Currents)‏، التي تضم فنانين معاصرين، فضلاً عن المعارض المنتظمة لفنون الوسائط الجديدة والأعمال الورقية.

## تاريخ

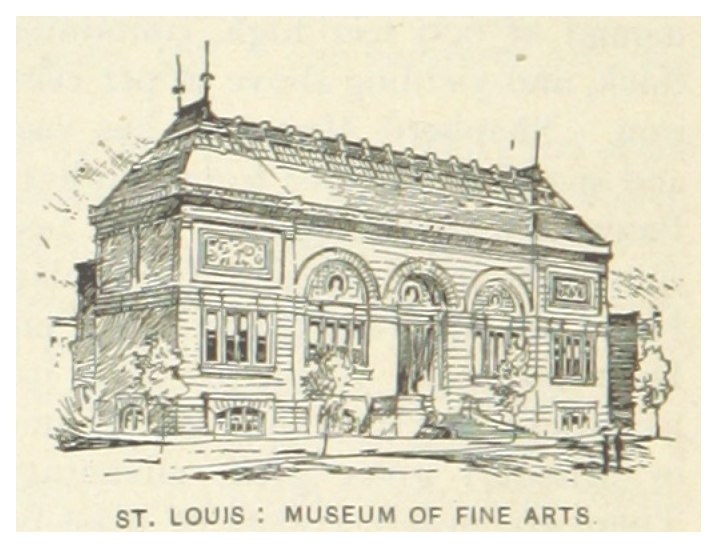
1879 مبنى بيبودي وستيرنز (هدم عام 1919)

تأسس المتحف عام 1879، كمدرسة سانت لويس ومتحف الفنون الجميلة، كيان مستقل داخل جامعة واشنطن في سانت لويس. تم وضعه في مبنى بتكليف من وايمان كرو كنصب تذكاري لابنه، وايمان كرو جونيور، وصممه المهندسون المعماريون في بوسطن بيبودي وستيرنز من أجل 19 ولوكاس بليس (الآن شارع لوكست). قامت المدرسة، بقيادة المخرج هالسي آيفز، بتعليم جيلين من الفنانين والحرفيين في سانت لويس، وقدمت الاستوديو ودروس تاريخ الفن بدعم من مجموعة المتاحف.
بعد إغلاق معرض شراء لويزيانا عام 1904، انتقل المتحف والمدرسة من وسط المدينة إلى أحد البقايا الدائمة القليلة للمعرض، قصر الفنون الجميلة. تم تصميم المبنى بواسطة Cass Gilbert، الذي استوحى الإلهام من حمامات كاراكيلا في روما، إيطاليا.
قدم إيفز مشروع قانون إلى الجمعية العامة لفرض ضريبة على الفن لدعم صيانة المتحف. تمت الموافقة على مشروع القانون من قبل مواطني سانت لويس بهامش 4 إلى 1 تقريبًا. ومع ذلك، رفض مراقب المدينة توزيع الضريبة على مجلس إدارة المتحف، لأنه لم يكن كيانًا بلديًا وبالتالي لا يحق له فرض ضرائب على الأموال. تم تأييد موقف المراقب في عام 1908 من قبل المحكمة العليا في ميسوري. تسبب هذا في الفصل الرسمي للمتحف عن الجامعة عام 1909، وهو الانقسام الذي كان بداية ثلاث مؤسسات مدنية:
- تم إنشاء متحف مدينة عام للفنون حديثًا، ليبقى في قصر الفنون الجميلة، وهي المنظمة التي تطورت إلى متحف سانت لويس للفنون،[20] تم تعيين مجلس تنظيم لتولي السيطرة في عام 1912.[21]
- متحف ميلدريد لاين كيمبر للفنون التابع لجامعة واشنطن الخاصة، والذي تم إقراض مجموعته إلى متحف سيتي آرت ميوزيم لعدة سنوات،[22] وهو الآن جزء من مدرسة سام فوكس للتصميم والفنون البصرية.[23]
- مدرسة سانت لويس للفنون الجميلة، وهي أيضًا جزء من جامعة واشنطن. في عام 1905، خلف آيفز على الفور كمخرج إدموند هـ. وربيل. اعتبارًا من سبتمبر 1909، أعلن وربيل عن فصول في سكينكر وليندل.[24] ظل وربيل مديرًا حتى تقاعده في عام 1939.[25] المدرسة الآن هي أيضًا جزء من مدرسة سام فوكس للتصميم والفنون البصرية.[26]

سقط المبنى في 19 ولوكاس بليس في حالة سيئة، وتم هدمه في النهاية في عام 1919.
خلال الخمسينيات، أضاف المتحف امتدادًا ليشمل قاعة للأفلام والحفلات الموسيقية والمحاضرات.
في عام 1971، أدت الجهود المبذولة لتأمين المستقبل المالي للمتحف إلى المصوتين في مدينة ومقاطعة سانت لويس للموافقة على إنشاء متروبوليتان لعلم الحيوان ومنطقة المتاحف (ZMD). أدى هذا إلى توسيع القاعدة الضريبية لضريبة 1908 لتشمل مقاطعة سانت لويس. في عام 1972، تم تغيير اسم المتحف مرة أخرى إلى متحف سانت لويس للفنون.
اليوم، يتم دعم المتحف مالياً من خلال الضرائب والتبرعات من الأفراد والجمعيات العامة والمبيعات في ميوزيم شوب ودعم المؤسسة.

### توسع

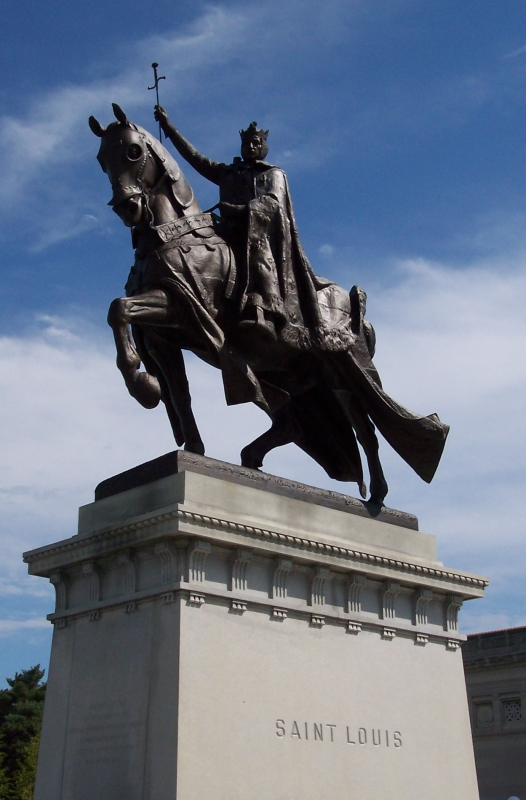
تمثال سانت لويس من إنشاء تشارلز هنري نيهاوس، تم إنشاؤه عام 1903

بدأت خطط توسيع المتحف، التي كانت موجودة في الخطة الرئيسية لمنتزه فورست بارك لعام 1995 والخطة الإستراتيجية للمتحف لعام 2000، بشكل جدي في عام 2005، عندما اختار مجلس المتحف المهندس المعماري البريطاني السير ديفيد شيبرفيلد لتصميم التوسعة ؛ تم اختيار ميشيل ديسفاين كمهندس مناظر طبيعية. كانت شركة هيلموث وأوباتا وكاسابوم التي تتخذ من سانت لويس مقراً لها، مهندس السجل للعمل مع فريق البناء.
في 5 نوفمبر 2007، أصدر مسؤولو المتحف خطط التصميم للجمهور واستضافوا محادثات عامة حول هذه الخطط. تم عرض نموذج للمبنى الجديد في قاعة النحت بالمتحف طوال فترة تشييد المشروع. في عام 2008، نقلاً عن حالة الاقتصاد المتدهورة، أعلن المتحف أنه سيؤخر بدء التوسع، الذي قدرت تكلفته بعد ذلك بـ 125 مليون دولار.
بدأ البناء في عام 2009؛ المتحف ظل مفتوحا. أضاف التوسع أكثر من 224,000 قدم مربع (20,800 م2) من مساحة المعرض، بما في ذلك مرآب تحت الأرض، ضمن خطوط إيجار العقار. تم جمع الأموال للمشروع من خلال الهدايا الخاصة لحملة رأس المال من الأفراد والمؤسسات والشركات، ومن عائدات بيع السندات المعفاة من الضرائب. غطت حملة جمع الأموال تكلفة البناء البالغة 130 مليون دولار وزيادة 31.2 مليون دولار في منحة المتحف لدعم التكاليف الإضافية لتشغيل المرفق الأكبر. تم افتتاح المرفق الموسع في صيف 2013.

## المجموعة
تحتوي مجموعة متحف سانت لويس للفنون على أكثر من 34000 قطعة تعود إلى العصور القديمة وحتى الوقت الحاضر. المجموعة مقسمة إلى تسعة مجالات:
1. أمريكي
2. القديمة والمصرية
3. أفريقيا وأوقيانوسيا والأمريكتين
4. آسيا
5. الفنون الزخرفية والتصميم
6. الأوروبي حتى 1800
7. إسلامي
8. حديث ومعاصر
9. مطبوعات، رسومات، و صور

وتضم المجموعة الفن الحديث أعمال سادة أوروبية ماتيس، غوغان، مونيه، بيكاسو، كورادو جياكينتو، جامباتيستا بيتوني و فان جوخ. تضم مجموعة المتحف القوية بشكل خاص من اللوحات الألمانية التي تعود إلى القرن العشرين أكبر مجموعة ماكس بيكمان في العالم، والتي تضم المسيح والمرأة. في السنوات الأخيرة، كان المتحف يكتسب بنشاط الفن الألماني في فترة ما بعد الحرب لاستكمال أعماله في بيكمان، مثل أعمال جوزيف بويز، غيرهارد ريشتر، مارتن كيبينبيرجر وآخرين. تتضمن المجموعة أيضًا كيث تشاك كلوز (1970).
تعد مجموعات أعمال أوسيانيك ووسط أمريكا، بالإضافة إلى السجاد التركي المنسوج يدويًا، من بين الأفضل في العالم. يضم المتحف المومياء المصرية أمين-نسطاوي-نخت ومومياوتان معارتان من جامعة واشنطن. تضم مجموعتها من الفنانين الأمريكيين أكبر مجموعة من اللوحات التي رسمها جورج كاليب بينغهام في متحف أمريكي. 
تحتوي المجموعة على ست قطع على الأقل صادرها النازيون من متاحفهم باعتبارها متدهورة. من بينها "المسيح والمرأة المأخوذة في الزنا" لماكس بيكمان الذي جاء إلى المتحف من خلال تاجر فنون في نيويورك، كيرت فالنتين، المتخصص في المصادرة النازية، و«السباحون مع السلحفاة» لماتيس الذي اشتراه جوزيف بوليتسر في أقيم مزاد غاليري فيشر في فندق جراند أوتيل ناشيونال، لوسيرن، سويسرا، 30 يونيو، 1939.
في سياق توسعة المتحف عام 2013، ابتكر الفنان البريطاني آندي جولدزورثي ستون سي، وهو عمل خاص بالموقع لمساحة ضيقة بين المباني القديمة والجديدة. خمسة وعشرون قوسًا محكمًا بارتفاع عشرة أقدام مصنوعة من الحجر الجيري الأصلي ترتفع في فناء غارق. استوحى الفنان من حقيقة أن الصخور الرسوبية تشكلت عندما كانت المنطقة بحرًا ضحلًا في عصور ما قبل التاريخ.

في عام 2021، تلقى المتحف هدية موعودة مكونة من 22 لوحة ومنحوتة من مجموعة المنسقة والمحبة الأمريكية إميلي راوه بوليتسر، أرملة وريث الإعلام جوزيف بوليتسر جونيور. يشمل التبرع أعمال 17 فنانًا أوروبيًا وأمريكيًا، بما في ذلك بابلو. بيكاسو، جورج براك، كونستانتين برانكوسي، جوان ميرو، فيليب جوستون، إلسورث كيلي وآخرين.

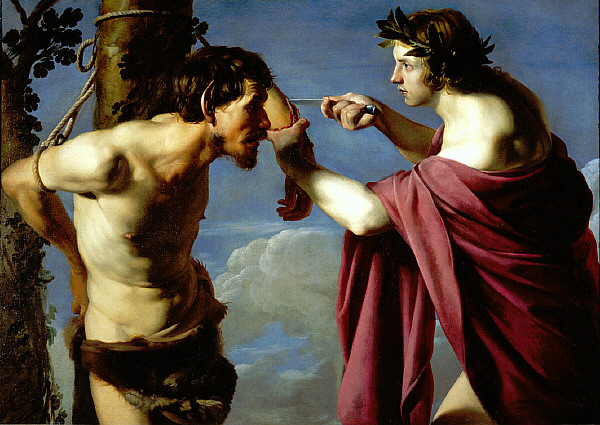
بارتولوميو مانفريدي، أبولو ومارسياس، 1616–20
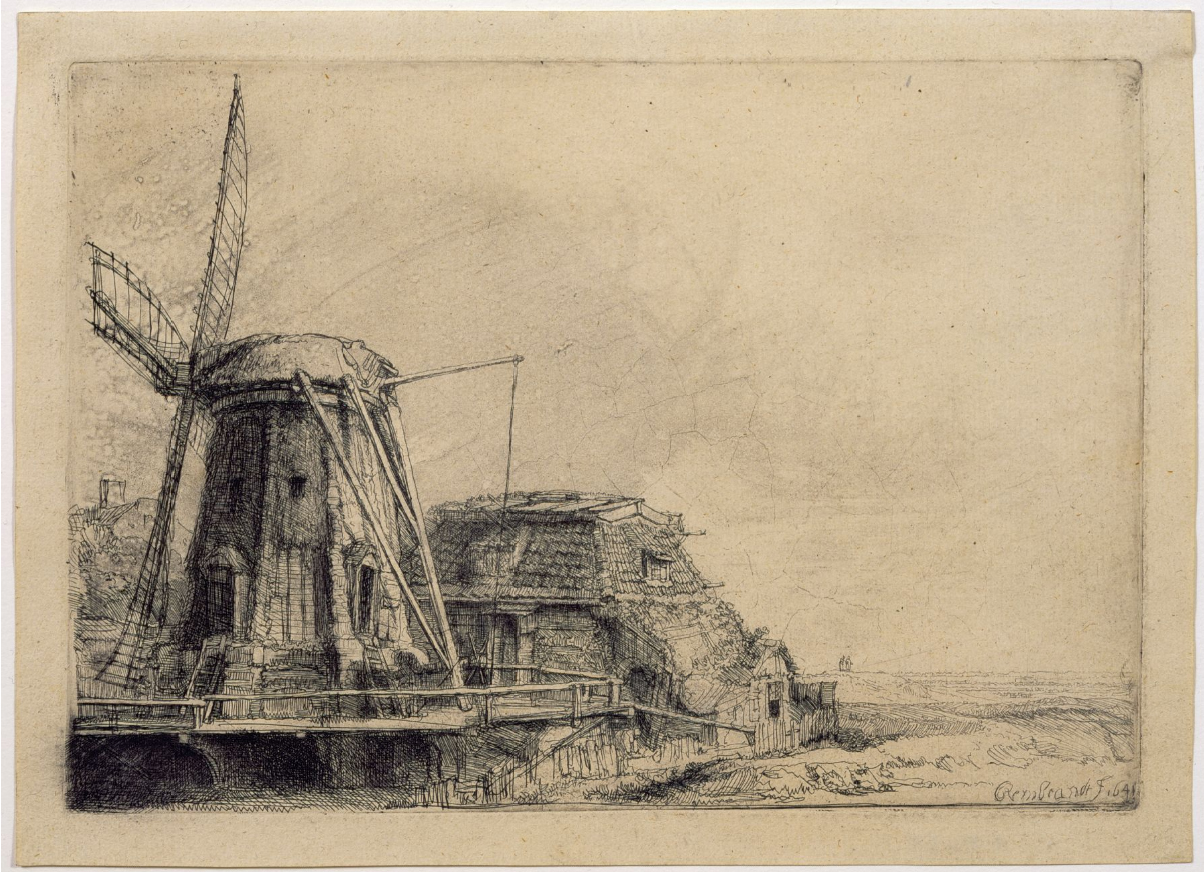
رامبرانت فان راين، حفر الطاحونة 1641
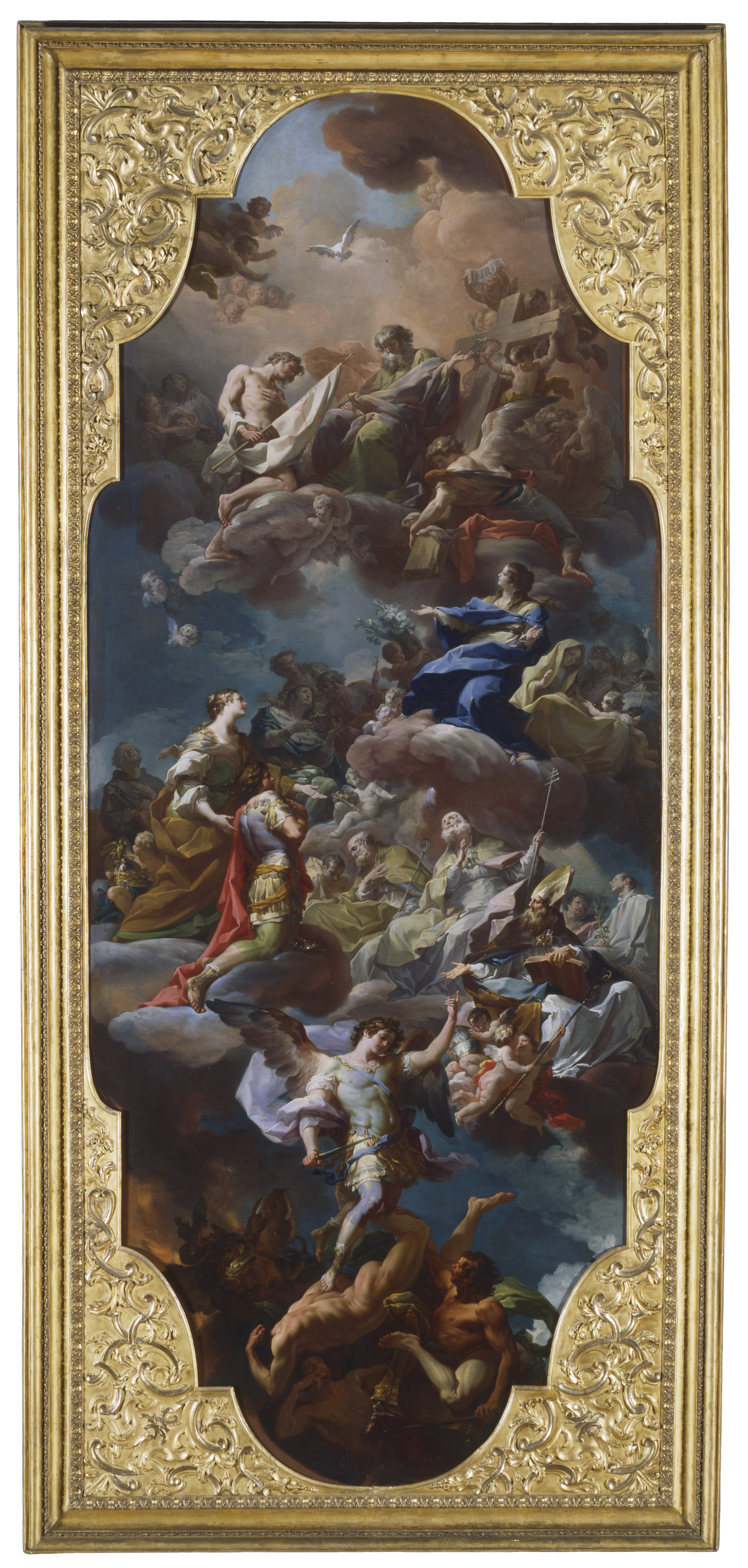
كورادو جياكوينتو، تقدم العذراء القديسة هيلانة وقسطنطين إلى الثالوث، 1741-1742
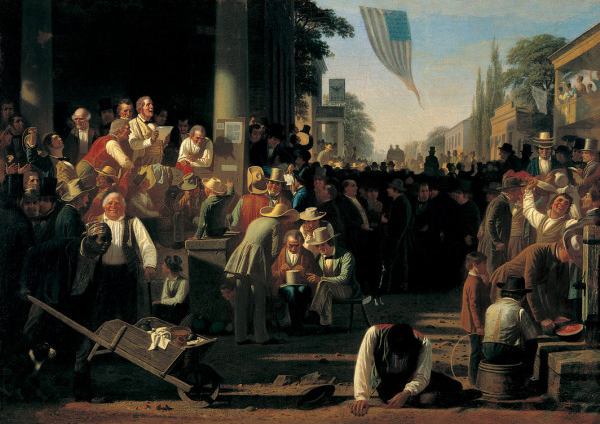
جورج كالب بينغهام، حكم الشعب، ١٨٥٤-١٥٥٥
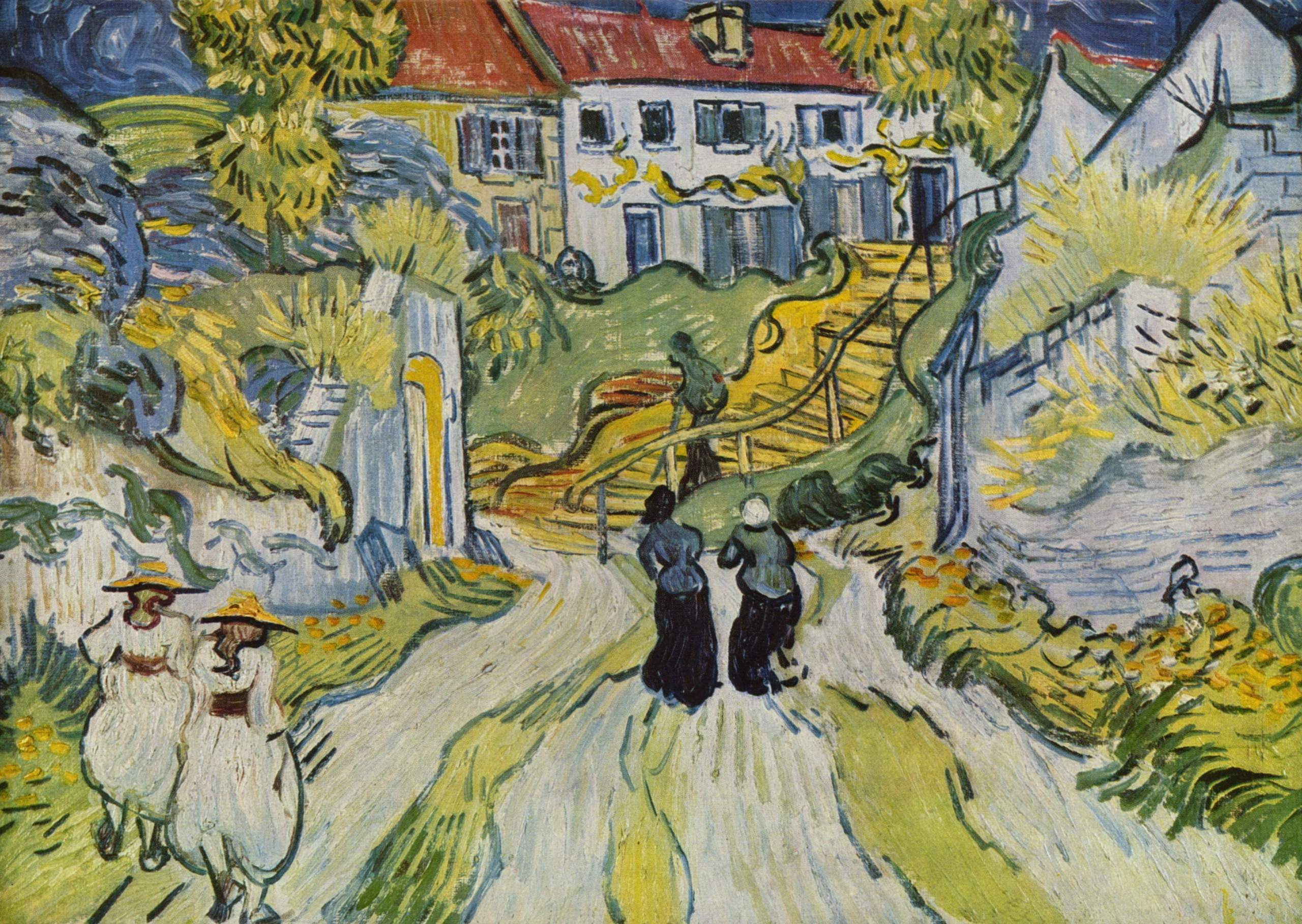
فنسنت فان جوخ. درج في Auvers، 1890
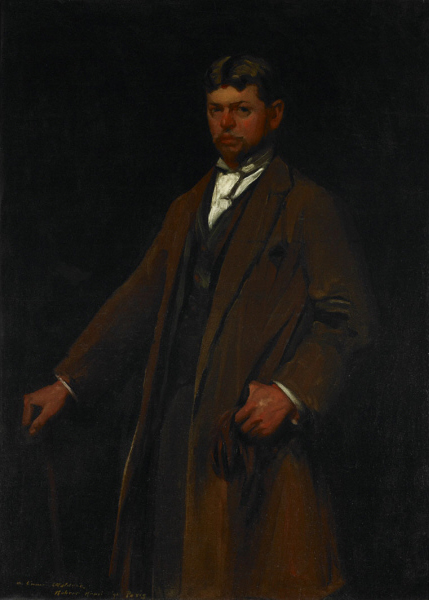
صورة روبرت هنري لكارل جوستاف فالديك، ١٨٩٦
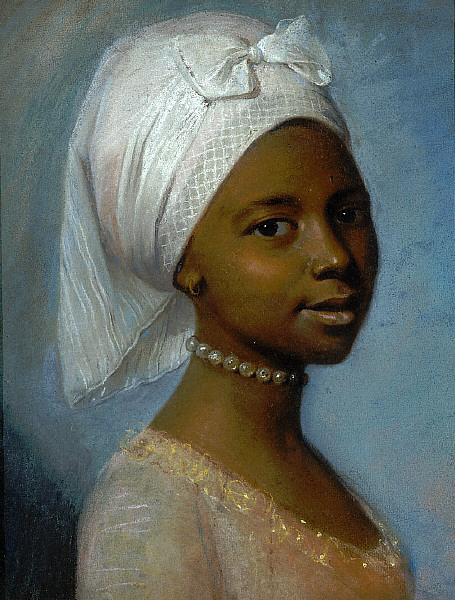
صورة لامرأة شابة، تُنسب سابقًا إلى جان إتيان ليوتارد (القرن الثامن عشر)

## المعارض

### 2020
- (20 نوفمبر 2020-31 مايو 2021)
- (17 سبتمبر 2019-11 أكتوبر 2020) شكل التجريد: مختارات من مجموعة أولي
- (13 ديسمبر 2019-22 نوفمبر 2020) منسوجات الباتيك الجاوية
- (31 يوليو 2020-31 يناير 2021) التيارات 118: إلياس سيم
- (7 أغسطس - 15 نوفمبر 2020) سلسلة الوسائط الجديدة - مارتين سيمز
- (16 فبراير - 7 سبتمبر 2020) الدخن والفن الحديث: من فان جوخ إلى دالي
- (24 يناير - 2 أغسطس 2020) سلسلة وسائل الإعلام الجديدة - سكاي هوبينكا

### 2019
- (15 نوفمبر 2019-8 مارس 2020) التيارات 117: ديف هالفيش بيلي
- (1 تشرين الثاني (نوفمبر) 2019 - 19 كانون الثاني (يناير) 2020) مسلسل وسائل الإعلام الجديدة- كلاريسا توسين
- (20 أكتوبر 2019-12 يناير 2020) الرسم الهولندي في عصر رامبرانت من متحف الفنون الجميلة في بوسطن
- (21 يوليو - 15 سبتمبر 2019) بول غوغان : فن الاختراع
- (31 مايو - 27 أكتوبر 2019) باوهاوس وإرثها: باليه أوسكار شليمر الثلاثي
- (24 مايو - 1 ديسمبر 2019) طباعة الرعوية: رؤى الريف في أوروبا القرن الثامن عشر
- (26 أبريل - 25 أغسطس 2019) شاعرية كل يوم: التصوير الفوتوغرافي للهواة، 1890–1970
- (17 مارس - 9 يونيو 2019) راشيل ويتريد
- (22 فبراير - 27 مايو 2019) مسلسل وسائل الإعلام الجديدة - أوليفر لاريك
- (22 فبراير - 27 مايو 2019) التيارات 116: أوليفر لاريك

### 2018
- (14 ديسمبر 2018-5 مايو 2019) نسج الجنوب الغربي: 800 عام من التبادل الفني
- (30 نوفمبر 2018-31 مارس 2019) تجريد الطباعة
- (11 نوفمبر 2018-3 فبراير 2019) ثورة الجرافيك: المطبوعات الأمريكية 1960 حتى الآن
- (19 أكتوبر 2018-10 فبراير 2019) كيندي وايلي : سانت لوبس
- (5 أكتوبر 2018-17 فبراير 2019) سلسلة وسائل الإعلام الجديدة - رينيه جرين
- (15 يونيو - 25 نوفمبر 2018) التوازن والمعارضة في المنسوجات البيروفية القديمة
- (20 أبريل - 15 يوليو 2018) التيارات 115: جينيفر بورنشتاين
- (20 أبريل - 30 سبتمبر 2018) سلسلة الوسائط الجديدة: سيبريان جيلارد
- (25 مارس - 9 سبتمبر 2018) المدن الغارقة: عوالم مصر المفقودة
- (30 مارس - 30 سبتمبر 2018) الفن البوذي الصيني، القرنان العاشر والخامس عشر

### 2017
- (22 ديسمبر - 28 مايو، 2018) تطريز الجزيرة اليونانية
- (من 5 إلى 21 كانون الثاني (نوفمبر) 2018) توماس ستروث : الطبيعة والسياسة
- (17 نوفمبر 2017-4 فبراير 2018) التيارات 114: مات سوندرز
- (من 17 نوفمبر إلى 15 أبريل 2018) مسلسل وسائل الإعلام الجديدة - بن ثورب براون
- (من 15 سبتمبر إلى 25 مارس 2018) فايرد أب: الرسم بالحبر والخزف المعاصر من اليابان
- (11 أغسطس 2017-28 يناير 2018) قرن من المطبوعات اليابانية
- (14 يوليو - 12 نوفمبر 2017) سلسلة الوسائط الجديدة: إيمي جرانات
- (25 يونيو - 17 سبتمبر 2017) حكم الرجال: الموضة في الملابس الرجالية، 1715-2015
- (26 مايو - 26 نوفمبر 2017) التلقيح المتقاطع: الزهور في البورسلين والمنسوجات الأوروبية في القرن الثامن عشر
- (1 أبريل - 25 يونيو 2017) التيارات 113: شيمون آتي ضائع في الفضاء (بعد هاك)
- (21 أبريل - 4 سبتمبر 2017) قبعات ستيفن جونز
- (من 24 مارس إلى 25 يونيو 2017) سلسلة وسائل الإعلام الجديدة: شمعون عتي
- (3 مارس - 30 يوليو، 2017) تعلم المشاهدة: عصر النهضة وأعمال الباروك الرائعة من مجموعة فيبي دنت ويل ومارك إس.
- (10 مارس - 4 سبتمبر 2017) في عالم الأشجار: صور فوتوغرافية ولوحات فنية وأشياء باحثين من المجموعة
- (12 فبراير - 7 مايو، 2017) ديغا، الانطباعية، وتجارة باريس ميلري

### 2016
- (من 16 ديسمبر إلى 19 مارس 2017) سلسلة الوسائط الجديدة: رودني ماكميليان
- (16 أكتوبر 2016-8 يناير 2017) تضارب المصالح: الفن والحرب في اليابان الحديثة
- (2 سبتمبر - 11 ديسمبر) سلسلة وسائل الإعلام الجديدة: دارا بيرنباوم
- (9 سبتمبر - 30 أبريل 2017) المنسوجات: السياسة والوطنية
- (5 أغسطس 2016-12 فبراير 2017) انطباعات الحرب
- (19 أغسطس 2016-12 فبراير 2017) الرسم والخط الياباني: لمحات من المجموعة
- (19 يونيو - 11 سبتمبر 2016) العبقري المدرس ذاتيًا: كنوز من متحف الفن الشعبي الأمريكي
- (1 أبريل - 21 أغسطس 2016) من القوافل إلى المحاكم: منسوجات من طريق الحرير
- (6 مارس - 8 مايو، 2016) السجاد والمتذوق: مجموعة جيمس ف.بالارد للسجاد الشرقي
- (من 24 مارس إلى 19 يونيو 2016) التيارات 112: أندرا © ستانيسلاف: كونفيرجنس إنفينيتي
- (11 مارس - 14 أغسطس 2016) مناظر طبيعية حقيقية ومتخيلة في الفن الصيني
- (29 يناير - 17 يوليو 2016) عقد من جمع المطبوعات والرسومات والصور

### 2015
- (18 سبتمبر 2015-20 مارس 2016) تفجير: التجريد الرسومي في تصميم الستينيات
- (8 نوفمبر 2015-31 يناير 2016) سانت لويس مودرن
- (6 تشرين الثاني (نوفمبر) 2015-13 آذار (مارس) 2016) سلسلة وسائط جديدة - آنا مينديتا: ألما، سيلويتا إن فويغو
- (23 أكتوبر 2015-14 فبراير 2016) التيارات 111: ستيفن وويليام لاد : الكشافة أم الرياضة؟
- (4 سبتمبر 2015-6 مارس 2016) رحلة إلى الداخل: رسم بالحبر من اليابان
- (17 يوليو - 1 نوفمبر 2015) مسلسلات الوسائط الجديدة - أليكس براجر: فايس إن ذا كراود
- (31 يوليو 2015–3 يناير 2016) الفنان والاستوديو الحديث
- (28 يونيو - 27 سبتمبر 2015) سينوفو: الفن والهوية في غرب إفريقيا
- (من 8 إلى 12 يوليو 2015) التيارات 110: مريم غني
- (من 17 إلى 19 يوليو 2015) ما وراء بوش: الحياة الآخرة لماجستير عصر النهضة في الطباعة
- (20 مارس - 7 سبتمبر 2015) تزين الذات والفضاء: منسوجات غرب إفريقيا
- (22 فبراير - 17 مايو 2015) الإبحار في الغرب: جورج كالب بينغهام والنهر
- (27 فبراير - 30 أغسطس 2015) المخلوقات الكبيرة والصغيرة: الحيوانات في الفن الياباني
- (من 7 فبراير إلى 20 سبتمبر 2015) رحلة حياة توماس كول

### 2014
- (12 ديسمبر 2014–10 مايو 2015) فيجا سيلمينز : «الواقعية الشديدة»
- (21 نوفمبر 2014-5 أبريل 2015) عجائب المناظر الطبيعية الخلابة: رحلة أمريكية مبكرة أسفل نهر هدسون
- (21 نوفمبر 2014-5 أبريل 2015) نيكولاس نيكسون : 40 عامًا من الأخوات البني
- (12 أكتوبر 2014-5 يناير 2015) أتوا: الآلهة المقدسة من بولينيزيا
- (31 أكتوبر 2014-8 مارس 2015) التيارات 109: نيك كيف
- (١٢ سبتمبر ٢٠١٤-٢٢ فبراير ٢٠١٥) الخط في الفن الصيني والياباني
- (1 أغسطس - 19 أكتوبر 2014) مسلسلات الوسائط الجديدة - جاناين: ذا أوشن Inside
- (29 أغسطس - 2 نوفمبر 2014) لويس التاسع: الملك، القديس، نيمساكي
- (4 يوليو 2014-22 فبراير 2015) أوجه الجواهر الثلاثة: الفن البوذي التبتي من مجموعات جورج إي هيبارد ومتحف سانت لويس للفنون
- (20 يونيو - 7 ديسمبر 2014) بريت ويستون : صور فوتوغرافية
- (24 مايو - 14 سبتمبر 2014) المأساوية والخالدة: فن مارك روثكو
- (من 11 إلى 27 يوليو 2014) التيارات 108: وون جو ليم
- (من 16 مارس إلى 14 يوليو 2014) فرنسا الانطباعية: رؤى الأمة من لو جراي إلى مونيه
- (28 مارس - 7 سبتمبر 2014) خطوط البصر: رسومات ريتشارد سيرا لتوين
- (26 فبراير - 10 أغسطس، 2014) أي شيء عدا المدنية: رؤية كارا ووكر للجنوب القديم
- (7 فبراير - 7 سبتمبر 2014) زهور الفصول الأربعة في الفن الصيني والياباني
- (10 يناير - 30 مارس 2014) سلسلة الوسائط الجديدة - ماركو برامبيلا : التطور (Megaplex)
- (24 يناير - 15 يونيو 2014) دورات الحياة: تاكسي إيزابيلا كيركلاند
- (21 يناير - 22 يونيو 2014) أمنا الأرض، الأب السماء: منسوجات من عالم نافاجو

### 2013
- (8 نوفمبر 2013 - 16 فبراير 2014) وزن الأشياء: صور بول ستراند وإيميت جوين،[42]
- (4 أكتوبر 2013-2 فبراير 2014) كيورا أوباتا : أربع لوحات، أربع حالات
- (27 سبتمبر 2013-5 يناير 2014) التيارات 107: ريناتا ستيه وفريدر شنوك،[43]
- (29 يونيو - 2 سبتمبر 2013) يوكو أونو : شجرة الأمنيات
- (29 يونيو 2013 - 19 يناير 2014) لقاءات على طول نهر ميسوري: كراسة الرسم 1858 لتشارلز فرديناند ويمار
- (29 يونيو 2013 - 26 يناير 2014) الفن الألماني بعد الحرب في المجموعة
- (29 يونيو 2013-26 يناير 2014) نظرة جديدة: الفن المعاصر
- (3 مايو - 8 سبتمبر 2013) مسلسل إعلامي جديد - هيراكي سوا: الهجرة
- (26 أبريل - 27 أكتوبر 2013) مانتيجنا إلى مان راي: ستة استكشافات في المطبوعات والرسومات والصور
- (5 مارس 2013-12 يناير 2014) يسلط الضوء على مجموعة المنسوجات
- (8 فبراير - 28 أبريل 2013) سلسلة وسائل الإعلام الجديدة - ويليام إي جونز : «قتل»
- (18 يناير - 14 يونيو 2013) التركيز على المجموعة - إدوارد كيرتس: رؤى أمريكا الأصلية

### 2012
- (2 تشرين الثاني (نوفمبر) 2012 - 27 كانون الثاني (يناير) 2013) مسلسلات الوسائط الجديدة - جيمس ناريس : ستريت
- (21 أكتوبر 2012-20 يناير 2013) فيديريكو باروتشي : سيد عصر النهضة
- (14 سبتمبر 2012-13 يناير 2013) ركز على المجموعة: مرسومة بالنحاس، مطبوعات إيطالية في عصر باروتشي
- (13 تموز (يوليو) - 21 تشرين الأول (أكتوبر) 2012) سلسلة وسائط جديدة - لاله خوراميان: الذعر من المياه في البحر
- (من 8 يونيو إلى 3 سبتمبر 2012) استعادة كنز أمريكي: بانوراما العظمة الأثرية لوادي المسيسيبي
- (15 يونيو - 31 ديسمبر 2012) نباتات وزهور في اللوحات الصينية والسيراميك
- (4 مايو - 26 أغسطس، 2012) تاريخ مصور هاربر للحرب الأهلية، (مشروح) بقلم كارا ووكر
- (6 أبريل - 1 يوليو، 2012) التيارات 106: تشيلسي نايت
- (19 فبراير - 13 مايو 2012) رؤية منسقة: مسرح التصوير الفوتوغرافي المعاصر
- (13 كانون الثاني (يناير) - 25 آذار (مارس) 2012) سلسلة وسائط جديدة - تيريزا هوبارد / ألكسندر بيرشلر: سينجل وايد
- (13 يناير - 8 أبريل 2012) عند مفترق الطرق: استكشاف الهوية السوداء في الفن المعاصر
- (20 يناير - 29 أبريل 2012) الفصل الأول: تصوير مسرحي قبل 1980

### 2011
- (2 أكتوبر 2011-22 يناير 2012) زنابق الماء لمونيه،[44]
- (14 أكتوبر 2011-15 يناير 2012) ركز على المجموعة: المشهد التعبيري
- (9 أيلول (سبتمبر) 2011 - 8 كانون الثاني (يناير) 2012) سلسلة الوسائط الجديدة - Guido van der Werve: العدد الثاني عشر: الاختلافات في أحد الموضوعات
- (من 15 يوليو إلى 9 أكتوبر 2011) التركيز على المجموعة: حمى فرانشيسكو كليمنتي العالية،[45]
- (12 يونيو - 21 أغسطس 2011) استعادة كنز أمريكي: بانوراما العظمة الأثرية لوادي المسيسيبي
- (من 17 يونيو إلى 5 سبتمبر 2011) سلسلة الوسائط الجديدة - مارثا كولبورن: انتصار البرية،[46]
- (8 أبريل - 31 يوليو 2011) التيارات 105: إيان مونرو
- (من 15 أبريل إلى 10 يوليو 2011) التركيز على المجموعة: نقش في عصر النهضة في ألمانيا
- (13 فبراير - 8 مايو 2011) البركة النارية: مايا والبحر الأسطوري،[47]
- (25 فبراير - 19 يونيو 2011) التأمل البصري: مطبوعات ويليام كنتريدج،[48]
- (14 يناير - 10 أبريل 2011) آرون دوجلاس
- (14 يناير - 10 أبريل 2011) لمحة تاريخية من خلال الفن: مختارات من مجموعة تشارلز وروزالين لوينهاوبت للمطبوعات اليابانية
- (28 كانون الثاني (يناير) - 5 حزيران (يونيو) 2011) سلسلة الوسائط الجديدة - ويليام كنتريدج: فيلمان،[49]

### 2010
- (10 أكتوبر 2010-2 يناير 2011) جو جونز: رسام المشهد الأمريكي
- (22 أكتوبر 2010 - 16 يناير 2011) سلسلة وسائل الإعلام الجديدة - باي وايت : داينج أوك
- (24 سبتمبر 2010-9 يناير 2011) صورة الكساد - عصر أمريكا،[50]
- (16 يوليو - 17 أكتوبر 2010) سلسلة وسائل الإعلام الجديدة - لوران جراسو، الطيور
- (20 يونيو - 6 سبتمبر 2010) بيل فيولا: زيارة،[51]
- (20 يونيو - 6 سبتمبر 2010) المعزين: منحوتات مقبرة من محكمة بورجوندي
- (25 يونيو - 19 سبتمبر 2010) نموذج في الترجمة: النحاتون يصنعون المطبوعات والرسومات
- (من 9 إلى 11 يوليو 2010) التيارات 104: بروس يونيموتو،[52]
- (12 مارس - 20 يونيو 2010) لي فريدلاندر،[53]
- (5 فبراير - 4 أبريل، 2010) سلسلة وسائل الإعلام الجديدة | مارك سوانسون ونيل غوست، غرفة مظلمة،[54]
- (14 فبراير - 9 مايو 2010) الملابس الاحتفالية الأفريقية: مختارات من المجموعة

## خدمات
- دروس فنون للأطفال والكبار والمعلمين. تبلغ تكلفة كل منها حوالي 10 إلى 200 دولار أمريكي.
- مكتبة ريتشاردسون التذكارية، وهي واحدة من أكبر المراكز لتاريخ وتوثيق الفن في الغرب الأوسط، وتضم أكثر من 100000 مجلد ومحفوظات المتحف. يمكن البحث عن كلاهما من خلال الكتالوج على الإنترنت.[12][55]
- مركز الموارد، عبارة عن مجموعة مستعارة من المواد التعليمية تم توزيعها من خلال تسعة مراكز موارد تابعة للمتحف في ميسوري.[12]
- جولات إرشادية مجانية للمجموعات بقيادة أطباء مدربين.[12]

## معلومات أكثر
- متحف سانت لويس للفنون 2004، دليل متحف سانت لويس للفنون للمجموعة، متحف سانت لويس للفنون، سانت لويس، مو.
- متحف سانت لويس للفنون 1987، متحف سانت لويس للفنون، تاريخ معماري، نشرة الخريف، متحف سانت لويس للفنون، سانت لويس، ميزوري.
- ستيفنز، والتر ب. (محرر) 1915، هالسي كولي آيفز، إل إل. 1847-1911 ؛ مؤسس مدرسة سانت لويس للفنون الجميلة ؛ أول مدير لمتحف المدينة للفنون في سانت لويس، جمعية إيفيس التذكارية، سانت لويس، ميزوري
- دليل الزائر (كتيب) متحف سانت لويس للفنون 2005.
- جامعة واشنطن في سانت لويس، حياة الطالب، 2006، الكنز المدفون: مومياء مملوكة للجامعة محفوظة في متحف سانت لويس.

## روابط خارجية
- الموقع الرسمي
- أرشيف مبنى المتحف
- توسعة المتحف